# أغوم الثاني
أغوم الثاني وعرف أيضا إغوم ككريم وهو حاكم كيشي وهو ثامن ملك لسلالة بابل الثالثة، تمكن هذا الملك من السيطرة على مدينة بابل وحررها من احتلال الحيثيين ألذين أسقطوا حكم سلالة بابل الأولى عندما كان يحكمهم مورشيلي الأول في سنة 1531 ق م، واستمرت سلالته الكاشية بحكم بابل إلى سنة 1155 ق م، وتمكن هذا الملك من إعادة تمثال مردوخ إله بابل الرئيسي في ذلك الوقت وألذي سرقه الحيثيون من بابل بعد احتلالهم لها، حكم بعد هذا الملك بورنا بورياش الأول.